# Жак од Витрија
Жак од Витрија (око 1160 - 1. мај 1240) био је бискуп из Акре и један од духовних вођа Петог крсташког рата.

## Биографија
Жак је био главни известилац папи Иноћентију III о стању у Светој Земљи до 1217. године. У писмима која му шаље види се да је незадовољан понашањем домаћих крсташа који су већ више од петнаест година били у миру са муслиманима. Као и папски легат Пелагије, био је поборник мирног покрштавања муслимана. Ипак, то није значило да је спреман да се одрекне оружја. Жак је у покрштавању био веома упоран. Послао је на стотине писама на арапском језику у којима је муслиманима објашњавао начела хришћанске религије, а сву децу коју су крсташи заробили и доводили као таоце је покрштавао, а потом их враћао кућама. 